# Dresserus subarmatus
Dresserus subarmatus is een spinnensoort uit de familie van de fluweelspinnen (Eresidae).
De wetenschappelijke naam van de soort werd in 1910 gepubliceerd door Albert Tullgren.